# Crushed Up
Crushed Up è un singolo del rapper statunitense Future, pubblicato il 4 gennaio 2019 come primo estratto del settimo album in studio The Wizrd.

## Accoglienza
La canzone ha ricevuto recensioni generalmente positive; Karlton Jahmal di HotNewHipHop ha dichiarato che il brano fosse «rifinito alla perfezione», aggiungendo inoltre che la voce di Future fosse «mixata in modo impeccabile su synth rilassanti».
Billboard ha classificato il brano alla posizione numero 71 della classifica delle 100 migliori canzoni del 2019, definendolo «il singolo più potente dell'anno».

## Video musicale
Il video musicale, diretto da Spike Jordan e Sebastian Sduigui, inizia con un ragazzo che entra in un "paese delle meraviglie invernale". L'ambientazione si sposta poi in una villa, nella quale Future cammina seguito da ballerine.

## Classifiche

### Classifiche settimanali
| Classifica (2019) | Posizione massima |
| ----------------- | ----------------- |
| Canada            | 41                |
| Lituania          | 91                |
| Regno Unito       | 81                |
| Stati Uniti       | 43                |